# Loriol-du-Comtat
Loriol-du-Comtat este o comună în departamentul Vaucluse din sud-estul Franței. În 2009 avea o populație de 2.339 de locuitori.

## Evoluția populației
| An        | 1975  | 1982  | 1990  | 1999  | 2006  | 2009  |
| --------- | ----- | ----- | ----- | ----- | ----- | ----- |
| Populație | 1.191 | 1.426 | 1.710 | 1.871 | 2.186 | 2.339 |